# Hamlet Setta
Hamlet Setta est un dirigeant sportif français né le 4 janvier 1926 à Marseille et mort le 27 décembre 2011 dans la même ville.

## Biographie
Il préside le club de l'Olympique de Marseille d'avril 1981 à mai 1981, durant la période des « Minots » qui sauvent le club de la relégation en troisième division. Il est aussi le président de la section amateur du club de 1978 à 1986, période durant laquelle les Olympiens remportent la Coupe Gambardella.